# Miss Nueva Caledonia
Miss Nueva Caledonia (en francés: Miss Nouvelle-Calédonie) es un concurso de belleza francés que selecciona a una representante de la colectividad de ultramar (sui géneris) de Nueva Caledonia para el concurso nacional Miss Francia. La primera Miss Nueva Caledonia fue coronada en 1952, aunque el certamen no se celebró con regularidad hasta 1980. Hasta 2007, el concurso se conocía como Miss Caledonia (en francés: Miss Calédonie).
La actual Miss Nueva Caledonia es Emma Grousset, quien fue coronada Miss Nueva Caledonia 2023 el 15 de septiembre de 2023. Una mujer de Nueva Caledonia ha sido coronada Miss Francia:
- Pascale Taurua, quien fue coronada Miss Francia 1978, aunque luego renunció al título

## Resumen de resultados
- Miss Francia: Pascale Taurua (1977)
- Primera finalista: Vahinerii Requillart (2007)
- Segunda finalista: Nadine Guillerme (1980)
- Tercera finalista: Gisèle Maui (1985)
- Sexta finalista: Emmanuelle Darman (2005); Mondy Laigle (2014)

## Ganadoras
| Año  | Nombre               | Edad | Altura          | Ciudad natal | Posición en Miss Francia | Notas |
| ---- | -------------------- | ---- | --------------- | ------------ | ------------------------ | --- |
| 2023 | Mathilda Lelong      | 24   | 1,75 m (5′ 9″)  | Numea        | No compitió              | Grousset fue originalmente la segunda finalista, mientras que Lelong fue coronada ganadora. Tres días después del concurso de Miss Nueva Caledonia, los medios informaron que se había producido un error de conteo al tabular los resultados, y que Grousset era la verdadera ganadora, mientras que Lelong era la tercera finalista. Dos días después, Grousset se convirtió en la nueva Miss Nueva Caledonia 2023, mientras que Lelong renunció posteriormente a su título de tercera finalista. Grousset es hermana del nadador francés Maxime Grousset, y Lelong es hija de Carole Roudeillac, Miss Caledonia 1996. |
| 2023 | Emma Grousset        | 21   | 1,80 m (5′ 11″) | Numea        |                          | Grousset fue originalmente la segunda finalista, mientras que Lelong fue coronada ganadora. Tres días después del concurso de Miss Nueva Caledonia, los medios informaron que se había producido un error de conteo al tabular los resultados, y que Grousset era la verdadera ganadora, mientras que Lelong era la tercera finalista. Dos días después, Grousset se convirtió en la nueva Miss Nueva Caledonia 2023, mientras que Lelong renunció posteriormente a su título de tercera finalista. Grousset es hermana del nadador francés Maxime Grousset, y Lelong es hija de Carole Roudeillac, Miss Caledonia 1996. |
| 2022 | Océane Le Goff       | 26   | 1,72 m (5′ 8″)  | Numea        |                          | |
| 2021 | Emmy Chenin          | 18   | 1,76 m (5′ 9″)  | La Foa       |                          | |
| 2020 | Louisa Salvan        | 19   | 1,74 m (5′ 9″)  | Mont-Dore    |                          | |
| 2019 | Anaïs Toven          | 18   | 1,70 m (5′ 7″)  | Numea        |                          | |
| 2018 | Amandine Chabrier    | 19   | 1,71 m (5′ 7″)  | Le Mont-Dore |                          | |
| 2017 | Lévina Napoléon      | 19   | 1,70 m (5′ 7″)  | Pouembout    |                          | |
| 2016 | Andréa Lux           | 18   | 1,75 m (5′ 9″)  | Bourail      |                          | |
| 2015 | Gyna Moereo          | 18   | 1,76 m (5′ 9″)  | Houaïlou     |                          | |
| 2014 | Mondy Laigle         | 19   | 1,71 m (5′ 7″)  | Boulouparis  | Top 12 (6.ª finalista)   | |
| 2013 | Agnès Latchimy       | 22   | 1,77 m (5′ 10″) | Lifou        |                          | |
| 2012 | Sandra Bergès        | 18   | 1,73 m (5′ 8″)  | Numea        |                          | |
| 2011 | Tokahi Mathieu       | 23   | 1,71 m (5′ 7″)  |              | No compitió              | Mathieu fue coronada inicialmente como la ganadora, pero renunció por motivos personales. Fue reemplazada por Bichot, su primera finalista, como la portadora del título. |
| 2011 | Océane Bichot        | 20   | 1,78 m (5′ 10″) | Numea        |                          | Mathieu fue coronada inicialmente como la ganadora, pero renunció por motivos personales. Fue reemplazada por Bichot, su primera finalista, como la portadora del título. |
| 2010 | Ornella Zinni        | 21   | 1,72 m (5′ 8″)  | Bourail      |                          | |
| 2008 | Aurelia Morell       | 20   | 1,75 m (5′ 9″)  | Numea        |                          | |
| 2007 | Vahinerii Requillart | 19   | 1,74 m (5′ 9″)  | Numea        | Primera finalista        | |

### Miss Caledonia
Hasta 2007, el concurso era conocido con el nombre de Miss Caledonia (en francés: Miss Calédonie).
| Año  | Nombre                  | Edad | Altura         | Ciudad natal | Posición en Miss Francia | Notas |
| ---- | ----------------------- | ---- | -------------- | ------------ | ------------------------ | --- |
| 2006 | Nathanaëlle Techer      |      |                |              | No compitió              | Teacher fue descalificada de competir en Miss Francia por el Comité Miss Francia y fue reemplazada por su primera finalista, Lambert-Gimey, como Miss Caledonia.                               |
| 2006 | Alexandra Lambert-Gimey | 23   | 1,72 m (5′ 8″) | Numea        |                          | Teacher fue descalificada de competir en Miss Francia por el Comité Miss Francia y fue reemplazada por su primera finalista, Lambert-Gimey, como Miss Caledonia.                               |
| 2005 | Emmanuelle Darman       | 18   | 1,72 m (5′ 8″) | Numea        | Top 12 (6.ª finalista)   | |
| 2004 | Audrey Audineau         | 20   | 1,85 m (6′ 1″) | Numea        |                          | |
| 2003 | Mélody Gaspard          |      |                | Numea        |                          | |
| 2002 | Cyrielle Pindon         |      |                | Voh          |                          | |
| 2001 | Stéphanie Chalumeau     |      |                |              |                          | |
| 2000 | Virginie Lamontagne     |      |                |              |                          | |
| 1999 | Audrey Brahim           |      |                |              |                          | |
| 1997 | Cindy Baronnet          | 18   | 1,73 m (5′ 8″) |              |                          | |
| 1996 | Carole Roudeillac       |      |                |              |                          | Roudeillac es la madre de Mathilda Lelong, inicialmente coronada Miss Nueva Caledonia 2023. |
| 1992 | Sylvie Marcuzzo         |      |                |              | No compitió              | |
| 1991 | Valérie-Anne Delrieu    |      |                |              |                          | |
| 1990 | Maguy Viera Da Silva    |      |                |              |                          | |
| 1988 | Caroll Blanc            |      |                |              |                          | |
| 1987 | Helyette Voisin         |      |                |              |                          | |
| 1986 | Amanda Aissa Benhamer   |      |                |              |                          | |
| 1985 | Gisèle Maui             |      |                |              | Tercera finalista        | |
| 1984 | Nathalie Jones          |      |                |              |                          | |
| 1983 | Georgia Roussel         |      |                |              |                          | |
| 1982 | Laurence Varney         | 16   |                |              |                          | |
| 1981 | Maryse Salaun           |      |                |              |                          | |
| 1980 | Nadine Guillerme        |      |                |              | Segunda finalista        | |
| 1977 | Pascale Taurua          | 17   |                |              | Miss Francia 1978        | Taurua renunció varios meses después de ganar Miss Francia, ya que deseaba regresar a Nueva Caledonia en lugar de permanecer en París, donde reside la titular para cumplir con sus funciones. |
| 1954 | Juanita Châtelain       | 17   |                |              |                          | |
| 1952 | Danièle Gastaldi        |      |                |              |                          | |